# Фабіан Орельяна
Фабіан Орельяна (ісп. Fabián Orellana, нар. 27 січня 1986, Сантьяго) — чилійський футболіст, нападник іспанського «Ейбару» та національної збірної Чилі.

## Клубна кар'єра
Народився 27 січня 1986 року в місті Сантьяго. Вихованець юнацьких команд футбольних клубів «Коло-Коло» та «Аудакс Італьяно».
У дорослому футболі дебютував 2005 року виступами за команду клубу «Аудакс Італьяно», в якій провів чотири сезони, взявши участь у 117 матчах чемпіонату. Більшість часу, проведеного у складі «Аудакс Італьяно», був основним гравцем атакувальної ланки команди.
30 червня 2009 року уклав контракт з італійським «Удінезе», який відразу ж віддав гравця в оренду до іспанського «Хереса». Відіграв за клуб з міста Херес-де-ла-Фронтера наступний сезон своєї ігрової кар'єри. Граючи у складі «Хереса» також здебільшого виходив на поле в основному складі команди.
Згодом продовжив виступи в Іспанії, у складі «Гранади» та «Сельта Віго». З 2013 року грає за останню з них на умовах повноцінного контракту.

## Виступи за збірні
Протягом 2005–2006 років залучався до складу молодіжної збірної Чилі. На молодіжному рівні зіграв у 7 офіційних матчах, забив 2 голи.
2008 року дебютував в офіційних матчах у складі національної збірної Чилі. Наразі провів у формі головної команди країни 40 матчів, забивши 2 голи.
У складі збірної був учасником чемпіонату світу 2010 року у ПАР.

## Титули і досягнення
- Чемпіон Чилі: 2021
- Володар Суперкубка Чилі: 2021

Збірні
- Переможець Кубка Америки: 2016